# Hipparchia ordomenus
Hipparchia ordomenus är en fjärilsart som beskrevs av Ruggero Verity 1925. Hipparchia ordomenus ingår i släktet Hipparchia och familjen praktfjärilar. Inga underarter finns listade i Catalogue of Life.